# Madonna col Bambino scrivente e un vescovo inginocchiato
La Madonna col Bambino scrivente e un vescovo inginocchiato (in spagnolo Virgen de las Fiebres) è un dipinto a olio e oro su tavola (157x78 cm) di Pinturicchio, databile al 1495 circa e conservato nel Museo de Bellas Artes di Valencia.

## Storia
L'opera venne dipinta a Roma quando Pinturicchio era il pittore favorito di papa Alessandro VI, al secolo Rodrigo Borgia. Il cugino e tesoriere del papa Francesco Borgia gli commissionò un'opera da inviare alla cappella sepolcrale della sua famiglia nella collegiata di Xàtiva, poi entrata nelle collezioni del museo valenciano. L'occasione della commissione fu probabilmente l'investitura come vescovo di Teano, nel 1495. Poiché la cappella era dedicata alla "Madonna delle Febbri", anche la pala finì per essere chiamata con questo nome, associandola alla particolare devozione che, se invocata, avesse il potere di far guarire dalle malattie. 
Già ritenuta opera di collaboratori per via delle ridipinture ottocentesche e dell'ingiallimento, è stata rivalutata in fase di restauro, riscoprendone la sontuosità e la qualità pittorica delicata, tipica della mano del maestro.

## Descrizione e stile
L'opera ha un prototipo nella Madonna col Bambino scrivente di Philadelphia (1494-1498 circa), dalla quale riprende la composizione della Madonna a figura intera, col Bambino vestito come un antico filosofo in piedi su uno sgabello (con stemmi Borgia), mentre scrive su un libro che la Vergine gli porge. Inoltre presenta la figura del committente inginocchiato di profilo in posizione di preghiera, già utilizzata nella Madonna della Pace di San Severino Marche (1490 circa). Gesù ha la compostezza di un adulto, sottolineata dalla veste da piccolo redentore, con una dalmatica e un pallio che vennero forse ispirati dai mosaici bizantini a Roma, in antitesi con gli esili veli coevi della scuola umbra e toscana.
Lo sfondo arcaico dorato e il tappeto di fiorellini sicuramente furono adattamenti al gusto tardo gotico ispano-moresco per compiacere il committente. Gli uccellini che si intravedono simboleggiano la Passione di Cristo, prefigurandola.